# Эттингсхаузен, Колин фон
Колин Рафаэль Дуглас фон Эттингсхаузен (нем. Colin Rafael Douglas von Ettingshausen, род. 11 августа 1971, Дюссельдорф) — немецкий гребец, серебряный призёр летних Олимпийских игр 1992 года в двойках распашных без рулевого, чемпион мира 1993 года, многократный чемпион Германии в двойках и восьмёрках.

## Биография
На молодёжном уровне фон Эттингсхаузен дважды был к завоеванию медалей юниорского чемпионата мира, но оба раза немецкая восьмёрка оставалась в шаге от призовых мест. Первую значимую награду в карьере Колин фон Эттингсхаузен завоевал в 1991 году, став вместе с Петером Хёльценбайном бронзовыми призёрами чемпионата Германии в двойках распашных без рулевого. На чемпионате мира в Вене немецкая двойка пробилась в финал соревнований, но заняла там 6-е место. Сезон 1992 года фон Эттингсхаузен и Хёльценбайн начали с победы на национальном чемпионате.
На летних Олимпийских играх в Барселоне уверенно выиграл предварительный заезд, а в полуфинале пропустили вперёд только британский экипаж. В финале соревнований немецкие гребцы пытались навязать борьбу Стиву Редгрейву и Мэттью Пинсенту, но на второй половине дистанции британцы ушли в отрыв и финишировали первыми, выиграв у немецкого экипажа почти 5 секунд, установив при этом новое лучшее олимпийское время. В борьбе за серебряную медаль фон Эттингсхаузен и Хёльценбайн смогли опередить экипаж из Словении. В 1993 году Колин в составе восьмёрки завоевал звание чемпиона мира. В 1994 году немецкая восьмёрка на мировом первенстве заняла только 4-е место. Три года подряд (1993—1995) фон Эттингсхаузен становился чемпионом Германии в восьмёрках.
В 1995 году фон Эттингсхаузен вернулся в двойку распашную. Партнёром по лодке стал опытный Маттиас Унгемах. В первый же сезон немецкие гребцы смогли выиграть золото на национальном чемпионате. Первым крупным международным стартом для немецкой двойки стал чемпионат мира, где фон Эттингсхаузен и Унгемах смогли попасть лишь в финал C. На Олимпийских играх в Атланте немецкие гребцы выступили неудачно, не попав даже в полуфинал соревнований. В утешительном финале сборная Германии финишировала на третьем месте, и по итогам Игр заняла 15-е место.
23 июня 1993 года был награждён Серебряным лавровым листом. После завершения карьеры работал в компании BASF. С апреля 2012 года является коммерческим директором BASF Schwarzheide GmbH.

## Личная жизнь
- Обучался в Кэбл-колледже Оксфордского университета[6].